# Đa hài

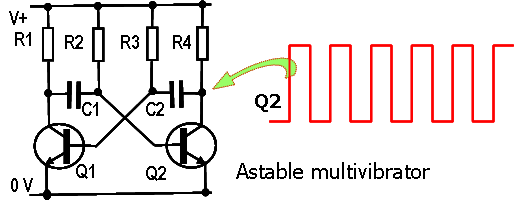
Astable Multivibrator

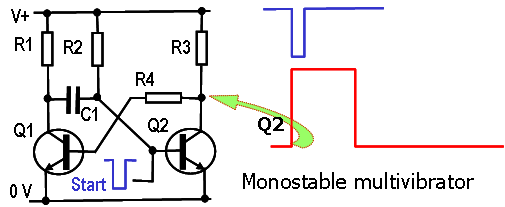
Monostable Multivibrator

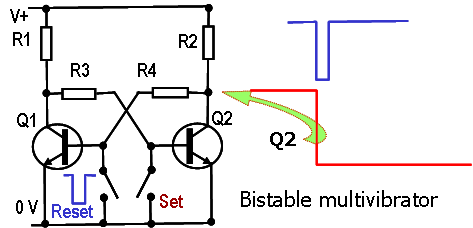
Bistable Multivibrator

Trong kỹ thuật điện tử đa hài là một kiểu mạch điện tử được sử dụng để thực hiện loạt các mạch chức năng có 2 trạng thái đơn giản  như mạch dao động thăng giáng, định thời (timer) và flip-flop. Nó bao gồm hai phần tử khuếch đại (transistor, đèn chân không hoặc các thiết bị khác) kết nối bằng điện trở hoặc tụ điện.
Mạch đa hài đầu tiên, một dao động tử đa hài không bền, được Henri Abraham (1868–1943) và Eugene Bloch phát minh trong thời Thế chiến thứ nhất. Mạch của họ được gọi là "multivibrator" bởi vì dạng sóng đầu ra của nó rất phong phú về thành phần hài .

## Các loại chính
Có ba loại mạch đa hài là: 
1. Đa hài không bền (Astable multivibrator), trong đó mạch không ổn định ở một trạng thái nào. Nó liên tục chuyển từ trạng thái này sang trạng thái kia, và hoạt động như một bộ dao động thăng giáng. Nó được gọi là đa hài tự chạy (free-running) hay mạch dao động điện tử.
2. Đa hài đơn bền (Monostable multivibrator), trong đó có một trong các trạng thái ổn định, còn trạng thái kia thì không ổn định. Nếu một xung kích hoạt làm mạch chuyển sang trạng thái không ổn định, thì sau đó mạch sẽ trở về trạng thái ổn định sau một khoảng thời gian đã đặt, cho ra một xung vuông. Mạch như vậy rất hữu ích trong việc tạo ra một khoảng thời gian cố định để đáp ứng với một số sự kiện bên ngoài. Mạch này còn được gọi là one shot hay đa hài đợi.
3. Đa hài song bền (Bistable multivibrator), trong đó mạch ổn định ở cả hai trạng thái. Nó không thể tự chuyển đổi trạng thái, mà chỉ có thể lật từ trạng thái này sang trạng thái khác bằng xung kích hoạt bên ngoài. Mạch này còn được gọi là flip-flop hay chốt (latch). Nó được dùng cho lưu trữ một bit thông tin, và được sử dụng rộng rãi trong kỹ thuật logic số và bộ nhớ máy tính.

## Các dạng mở rộng
Tùy thuộc vào các ứng dụng không phổ biến, một số sơ đồ được đưa ra như Đa hài không bền ba pha, trong đó mỗi LED là ON trong khoảng cỡ 1/3 chu kỳ.

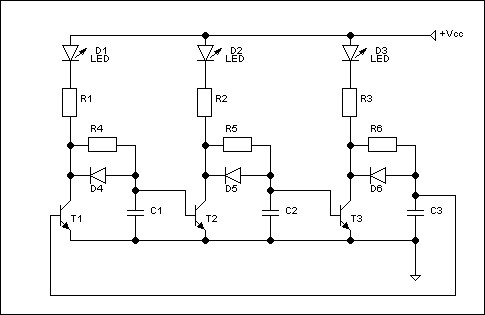
Mạch dao động ba pha transistor.
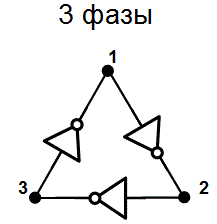
Mạch dao động ba pha bằng cổng đảo.
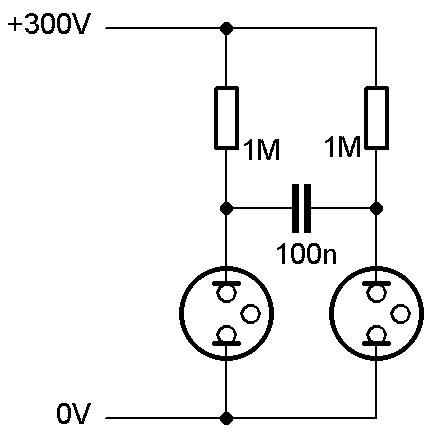
Mạch dao động đèn neon đối xứng cổ
Mạch dao động điều khiển bằng điện áp tần số âm tần

## Các mạch thực hiện
Trước đây các đa hài được ráp bằng mạch rời, trong đó thời kỳ các transistor chưa phổ biến thì người ta còn dùng đến đèn neon do có kích thước nhỏ hơn đèn điện tử.
Ngày nay dùng các cổng logic thích hợp có thể có thêm linh kiện phụ, và những trường hợp cần ổn định tần số thì dùng đến X-tal.
Mạch dao động điều khiển bằng điện áp để thay đổi tần số thường gọi là VCO (Voltage-controlled oscillator), là thành phần không thể thiếu trong mạch Vòng khóa pha (Phase-locked loop), được ứng dụng trong kỹ thuật xử lý và thu nhận tín hiệu trên nền nhiễu cao.

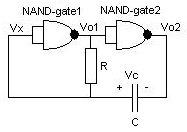
Đa hài lập bằng 2 cổng NAND cho ra xung vuông
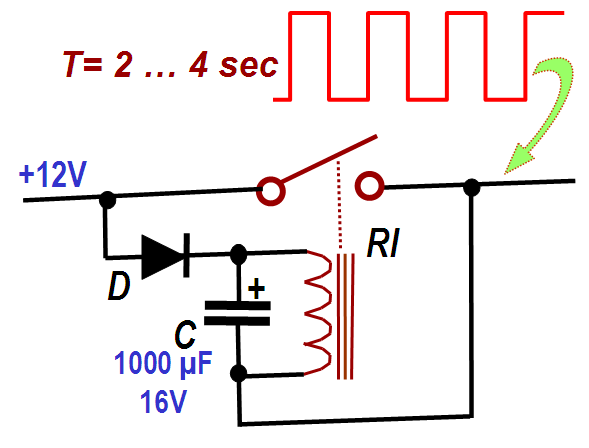
Mạch nhấp nháy đèn

## Mạch nhấp nháy đèn
Dùng một relay 9 V loại nhỏ có cặp chân thường mở, một diode và tụ điện, có thể ráp được một đa hài thay thế relay nhiệt của mạch nhấp nháy cho đèn rẽ của xe cơ giới.
Khi cấp điện tụ điện C nạp điện đến khi đủ đóng mạch relay thì điện truyền qua, làm sáng đèn. Tụ điện chuyển sang phóng điện đến khi điện áp không còn đủ duy trì relay đóng mạch nữa, làm mạch cắt và bắt đầu chu kỳ nạp phóng mới. Chu kỳ T của mạch phụ thuộc điện trở thuần của cuộn dây relay và giá trị tụ điện C.
Nếu chọn được relay đủ nhỏ thì mạch có thể đặt gọn trong vỏ relay cũ.